# Olesicampe lucida
Olesicampe lucida är en stekelart som beskrevs av Szepligeti 1916. Olesicampe lucida ingår i släktet Olesicampe och familjen brokparasitsteklar. Inga underarter finns listade i Catalogue of Life.